# 千葉県立柏北高等学校
千葉県立柏北高等学校（ちばけんりつ かしわきたこうとうがっこう）は、千葉県柏市に所在した公立高等学校。略称は北高（きたこう）。
2007年3月に千葉県立柏西高等学校と統合し、千葉県立柏の葉高等学校となった。

## 設置学科
- 普通科
  - 2・3年次に情報コースの選択が可能だった。

## 所在地
- 〒277-0803 千葉県柏市小青田257番地

## 概要
- 首都圏新都市鉄道つくばエクスプレス開業まで鉄道のアクセスが悪かったため、自転車通学者も多かった。学校のほど近くに利根川河川敷があり、好天時は筑波山を望むことができる。

## 沿革
- 1980年（昭和55年）
  - 2月 - 千葉県立柏高等学校にて入学試験
  - 4月 - 柏市民文化会館にて、開校式・入学式　182名入学
- 1983年（昭和58年）3月 - 第1回卒業式　卒業生150名
- 1990年（平成2年）
  - 4月 - 最大規模の30学級
  - 10月 - 創立10周年記念式典
- 1997年（平成9年）4月 - 制服改定18期生より（2代目制服）
- 2000年（平成12年）11月 - 創立20周年記念式典
- 2004年（平成16年）度 - 学級数の段階的な減少開始
- 2005年（平成17年）
  - 4月 - 柏西高との共同学習、合同の持久走大会や郊外学習開始
  - 4月 - 制服改定26期生より（3代目制服、柏西高と同一）
- 2007年（平成19年）
  - 3月3日 - 最後の卒業式　卒業生136名（累計5,596名）
  - 3月31日 - 閉校。
- 2012年（平成24年）10月 - 北高跡地を都内の医療法人(柏たなか病院)が落札
- 2013年（平成25年）4月 - 校舎取り壊し開始
- 2015年（平成27年）11月 - 北高跡地に柏たなか病院が新築移転、開院。

## 行事
- 4月 - 始業式　入学式　創立記念日
- 5月 - 中間考査
- 6月 - 校外学習(横浜市)
- 7月 - 期末考査　終業式　補習
- 8月 - 同窓会総会　学校説明会
- 9月 - 始業式　茅祭文化の部
- 10月 - 茅祭スポーツの部　中間考査　強歩大会(北高から大利根橋間折り返し(あけぼの山公園経由))　生徒会役員選挙
- 11月 - 芸術鑑賞会
- 12月 - 期末考査　大清掃　終業式
- 1月 - 始業式　修学旅行(山形蔵王)
- 2月 - 特色ある入学者選抜検査　学力検査
- 3月 - 学力検査 卒業式　学年末考査　大清掃　生徒総会　終業式

## 北高の統廃合の経緯等
- 2003年（平成15年）
  - 11月19日 - 県教委が北高の実質廃校案発表（県立高等学校再編計画第二期実施プログラム）
  - 11月25日 - 柏市、柏市教委、柏市中学校長会が北高存続要望書を県に提出
- 2004年（平成16年）
  - 2月6日 - 再編計画案説明会　於：県民プラザ
  - 2月8日 - 北高生徒会及びPTAが存続署名運動　
  - 2月25日 - 北高生徒会及びPTAが約3万名の署名と存続請願書を県へ提出
  - 3月22日 - 定例教育委員会会議において存続を求める請願不採択決定
- 2006年（平成18年） - 県議会の承認により北高統合の条例制定

## 北高の統廃合の概要
第2次ベビーブーム世代の高校就学対策の一環で、柏市内5番目の県立高校として1980年4月に新設された。しかし2005年8月の首都圏新都市鉄道つくばエクスプレス開業まで長きにわたって最寄り駅から遠かったため、交通の便が比較的悪く、志願倍率が高くはない状況で推移した。
2003年11月に千葉県教育委員会が柏北高と柏西高との統合案を発表した。統合新校は旧・柏西高校舎を使用するため、県当局は統合と称しているが、北高関係者にとっては事実上の廃校である。統合理由として県当局は
1. 北高周辺の土地区画整理事業による減歩分の校地取得が財政上困難
2. 柏市を含む第3学区の生徒数減少による教員の適正数配置の困難
3. 西高周辺の東京大学や千葉大学などとの連携や、北高の情報コースを発展させ情報科を設置するなど統合新校の教育の特色化

などを挙げており、県当局は一貫して統合を推進した。
一方、柏市長、柏市教委、柏市中学校長会、北高PTA、北高生徒会は統合に反対し、北高存続要望提出、統合理由の説明を求め請願し、署名活動などをしてきた。県当局は説明会でのやりとりを除き、説明のないまま請願を却下し、統合案を決定した。閉校になることと統合案の決定までの課程で、十分な説明や議論のないままに決定された。なお、校舎存続校である柏西高サイドからはこうした統合反対の運動は皆無だった。
また、北高統合案発表前の段階で、北高敷地に隣接する保留地の購入または貸借予定がないことを、区画整理事業を実施し保留地を所有する都市基盤整備公団（現都市再生機構）に回答したこと、その一方で同留保地に公団側負担により学校機能維持のためのグランド設備工事が進められていること、廃校後の用地は公団が取得したい意向であるとの関係者証言があるなど、北高廃校に関係機関の思惑が浮上しているなどの報道もある。

## 交通
JR常磐線・北柏駅より東武バス18分、小青田バス停下車。つくばエクスプレス・柏たなか駅前。

## その他
- プールはなく、この地域の高校では珍しいスキー部があった。
- 同窓会も統合された。
- 茅祭（文化祭）の命名由来：チガヤはイネ科の多年草で、北高周辺にも多く見られる。世界最強の雑草とも呼ばれ、北高生に逞しく成長して欲しいという願いをこめて命名された。
- 強歩大会は、北高の伝統行事で、利根川河川敷遊歩道の約25kmを1日かけて歩く行事で、毎年秋に全校参加で実施されていた。
- 北高の校章、校名プレート、校歌歌碑が、柏の葉高校内に現存している。北高の校舎外壁に掲示されていた「大校章」、北高正門にあった「校名プレート」、北高敷地内にあった「校歌歌碑」が、西高のそれと並んで展示されている。展示場所は、柏の葉高の正門を入って右手奥の、学校敷地東側外柵内側である。例年９月の柏の葉高校文化祭の際の一般公開日などに見ることができる。

## 著名な出身者
- 荒聖治（レーシングドライバー）
- 鈴木亨（フランス料理シェフ）